# Intel 8088
Intel 8088 — 16-битный микропроцессор, выпущенный компанией Intel 1 июля 1979 года и основанный на микропроцессоре Intel 8086, но имевший 8-битную внешнюю шину данных. Процессор использовался в оригинальных компьютерах IBM PC. Intel 8088 явился базой для разработки семейства малых компьютеров. Он подготовил почву для быстрого создания совместимых настольных компьютеров.
Конкурентами микропроцессора Intel 8088 являются такие разработки, как NEC V20, который был на 5 % производительнее Intel 8088, но при этом был полностью с ним совместим. Советским аналогом является микропроцессор К1810ВМ88, входивший в серию микросхем К1810.

## Описание
Микропроцессор 8088, как и многие другие процессоры Intel, был разработан в лаборатории Intel в Хайфе, Израиль. Процессор  Intel 8086, вышедший за год до выхода Intel 8088, был полностью 16-разрядным и для его работы требовался новый набор 16-разрядных микросхем поддержки (например, микросхемы памяти), которые тогда ещё стоили слишком дорого. Поэтому многие производители отказывались использовать Intel 8086 в новых системах и продолжали использовать 8-разрядные микропроцессоры Intel 8080/Intel 8085. Тогда Intel решает выпустить модифицированную версию процессора Intel 8086, обладающего 8-разрядной шиной данных, который мог работать со старыми (и дешёвыми), 8-битными, микросхемами поддержки. Процессор был, своего рода, переходным звеном между 16- и 8-битными микропроцессорами, и предназначался для перевода аппаратных конфигураций на базе микропроцессоров Intel 8080/8085 на программную среду микропроцессора Intel 8086 с целью повышения производительности этих 8-битных систем.
Однако не только разрядность шины данных отличала Intel 8086 и Intel 8088, Intel также внесла ещё некоторые изменения в архитектуру. В частности, в микропроцессоре Intel 8088 используется очередь упреждающей выборки длиной 4 байта, а не 6 байт, как в микропроцессоре Intel 8086. Причина заключается в том, что микропроцессор Intel 8088 может считывать данные из памяти только побайтно и следующее отсюда увеличение времени выборки следующей команды не позволяет процессору полностью использовать 6-байтную очередь.

## Технические характеристики
- Дата анонса: 1 июля 1979 года;
- Тактовая частота, МГц: 5 (модель 8088), 8 (модель 8088-2), 10 (модель 8088-1);
- Разрядность регистров: 16 бит;
- Разрядность шины данных: 8 бит;
- Разрядность шины адреса: 20 бит;
- Объём адресуемой памяти: 1 Мбайт;
- Количество транзисторов: 29 000;
- Техпроцесс: 3 мкм;
- Площадь кристалла: ~30 мм²;
- Напряжение питания: +5 В;
- Разъём: панель DIP-40;
- Корпус: 40-контактный керамический или пластиковый DIP;
- Количество поддерживаемых инструкций: 98 инструкций.[4][5][5]

## Эмулятор
По аналогии с проектом эмулятора процессора Intel 8086 на МК STM32 есть аналогичный для Intel 8088.